# Municipio de Canfield (Ohio)
El municipio de Canfield (en inglés: Canfield Township) es un municipio ubicado en el condado de Mahoning en el estado estadounidense de Ohio. En el año 2010 tenía una población de 16164 habitantes y una densidad poblacional de 240,24 personas por km².

## Geografía
El municipio de Canfield se encuentra ubicado en las coordenadas 41°1′34″N 80°45′38″O / 41.02611, -80.76056. Según la Oficina del Censo de los Estados Unidos, el municipio tiene una superficie total de 67.28 km², de la cual 66.65 km² corresponden a tierra firme y (0.94%) 0.63 km² es agua.

## Demografía
Según el censo de 2010, había 16164 personas residiendo en el municipio de Canfield. La densidad de población era de 240,24 hab./km². De los 16164 habitantes, el municipio de Canfield estaba compuesto por el 95.71% blancos, el 0.97% eran afroamericanos, el 0.12% eran amerindios, el 2% eran asiáticos, el 0.02% eran isleños del Pacífico, el 0.33% eran de otras razas y el 0.85% pertenecían a dos o más razas. Del total de la población el 1.77% eran hispanos o latinos de cualquier raza.